# William Pitt le Jeune
Pour les articles homonymes, voir William Pitt et Pitt.
William Pitt le Jeune (28 mai 1759 – 23 janvier 1806) est un homme d'État britannique de la fin du XVIIIe et du début du XIXe siècle. Il devint le plus jeune Premier ministre de Grande-Bretagne lors de son élection en 1783 à l'âge de 24 ans. Il quitte le poste en 1801 mais redevient Premier ministre du Royaume-Uni de 1804 jusqu'à sa mort en 1806. Il occupa également le poste de chancelier de l'Échiquier dès 1782, sous le gouvernement de William Petty FitzMaurice, puis tout au long de ses mandats de Premier ministre. Il est appelé William Pitt le Jeune pour être distingué de son père, William Pitt l'Ancien, qui fut également Premier ministre de Grande-Bretagne.  
Le premier mandat de Pitt, sous le règne de George III du Royaume-Uni, fut dominé par d'importants événements en Europe dont la Révolution française et les guerres napoléoniennes. Pitt, bien que souvent désigné comme étant un tory, se considérait comme un whig indépendant et s'opposait généralement au développement d'un système politique partisan.

## Enfance
L'honorable William Pitt, second fils de William Pitt l'Ancien, était né à Hayes dans le district de Bromley à Londres. Sa mère, Hester Grenville, était la sœur de l'ancien Premier ministre George Grenville. Selon le biographe John Ehrman, Pitt hérita du dynamisme et du génie de son père et de la nature déterminée et méthodique de la lignée des Grenville.
Enfant intelligent mais à la santé fragile, il est éduqué à la maison par le révérend Edward Wilson et devient rapidement expert en latin et en grec. En 1773, alors âgé de 14 ans, il entre au Pembroke College de Cambridge où il étudie la philosophie politique, la littérature antique, les mathématiques, la trigonométrie, la chimie et l'histoire. À Cambridge, Pitt a pour tuteur George Pretyman (en) qui devint un ami proche. Pitt le nomma plus tard évêque de Lincoln puis de Winchester et il fit bon usage de ses conseils tout au long de sa carrière politique. Il se lie d'amitié avec le jeune William Wilberforce qui deviendra un ami fidèle et un allié politique au parlement. Pitt tendait à ne se socialiser qu'avec les autres étudiants et ceux qu'il connaissait déjà et ne s'aventurait que rarement hors de l'université. Pourtant il était décrit comme charmant et amical. Selon Wilberforce, Pitt avait un esprit exceptionnellement vif ainsi qu'un sens de l'humour attachant : « aucun homme… ne se livrait plus librement ou heureusement dans cette facétie ludique qui flatte toutes les personnes sans en blesser aucune ». En 1776, Pitt, handicapé par sa santé fragile, utilisa un privilège peu utilisé réservé aux fils de nobles et choisit d'être diplômé sans avoir à passer d'examen. Le père de Pitt qui avait été élevé au rang de comte de Chatham mourut en 1779. N'étant pas fils aîné, Pitt ne reçut qu'une petite part de l'héritage paternel. Il reçut une éducation juridique au Lincoln's Inn et entra au barreau à l'été 1780.

## Débuts en politique
Durant les élections générales de septembre 1780, Pitt brigua le siège de l'université de Cambridge mais fut battu. Essayant toujours d'entrer au parlement, Pitt, avec l'aide de son camarade étudiant Charles Manners, s'assura le soutien de James Lowther. Lowther contrôlait en effet le « bourg pourri » d'Appleby ; une élection partielle dans cette circonscription envoya Pitt à la Chambre des communes en janvier 1781. Les conditions de son entrée au parlement n'empêcheront pas Pitt de faire plus tard campagne contre les mêmes bourgs pourris auxquels il devait son siège.
Au parlement, le jeune Pitt mit de côté sa tendance à se tenir en retrait en public et émergea comme un orateur doué dès son premier discours officiel. Pitt était initialement aligné avec d'influents whigs comme Charles James Fox. Aux côtés des whigs, Pitt dénonça la poursuite de la guerre dans les colonies américaines comme l'avait fait son père. Il proposa au Premier ministre Lord North de faire la paix avec les rebelles américains. Pitt soutint également des mesures de réformes parlementaires incluant une proposition destinée à lutter contre la corruption électorale. Il renouvela son amitié avec William Wilberforce, à présent parlementaire de Kingston-upon-Hull, avec lequel il discutait dans les couloirs de la Chambre des communes.
Après la chute de Lord North en 1782, le whig Lord Rockingham fut nommé Premier ministre. Pitt reçut le poste inférieur de vice-trésorier d'Irlande mais le refusa comme trop subalterne. Lord Rockingham mourut seulement trois mois après sa nomination et un autre whig, Lord Shelburne, lui succéda. De nombreux whigs qui avaient fait partie du ministère Rockingham, dont Fox, refusèrent de servir le nouveau Premier ministre. Pitt accepta le poste confortable de chancelier de l'Échiquier.
Fox, qui devint le rival politique de toute une vie de Pitt, rejoignit une coalition menée par Lord North avec laquelle il chercha à faire tomber l'administration Shelburne. Lorsque Lord Shelburne démissionna en 1783, le roi George III, qui méprisait Fox, offrit le poste de Premier ministre à Pitt. Cependant Pitt refusa sagement car il savait qu'il serait incapable d'obtenir le soutien de la Chambre des communes.
En 1783, Pitt développa une virulente animosité envers un autre membre du Parlement, Christophe Potter. Ce dernier visait également la primature et de plus, il avait participé aux préliminaires de la paix d'Amérique qui allait être signée à Paris en septembre 1783, en présence de Benjamin Franklin. Deux raisons suffisantes pour en découdre. Un combat en duel semble avoir eu lieu entre les deux hommes et Pitt en serait sorti vainqueur, blessant son adversaire. La coalition Fox-North parvint au pouvoir dans un gouvernement nominalement dirigé par William Cavendish-Bentinck.
Pitt, qui avait perdu son poste de chancelier de l'Échiquier, rejoignit l'opposition. Il souleva la question de la réforme parlementaire pour affaiblir la coalition Fox-North qui était composée de partisans et d'opposants de la réforme. Il ne se fit pas l'avocat d'un élargissement du suffrage mais chercha s'attaquer à la corruption et aux bourgs pourris. Même si sa proposition ne fut pas retenue, de nombreux réformateurs au parlement commencèrent à considérer Pitt comme leur représentant au lieu de Charles James Fox.

## Impact de la révolution américaine
La défaite et la perte des treize colonies furent un choc pour la Grande-Bretagne. La guerre avait révélé les limites financières et militaires de l'État lorsqu'il affrontait, sans alliés, de puissants adversaires dans des territoires distants. La défaite aggrava les dissensions et l'antagonisme envers les ministres du Roi. Au parlement, l'inquiétude principale passa de la crainte d'une monarchie absolue aux problèmes liés à la représentation, à la réforme parlementaire et à la réduction des dépenses gouvernementales. Les réformateurs voulaient détruire ce qu'ils voyaient comme une corruption institutionnelle largement répandue. Le résultat fut une crise qui dura de 1776 à 1783. Alors que la paix de 1783 laissait la France financièrement exsangue, l'économie britannique profitait de la reprise des échanges avec l'Amérique. Cette crise prit fin en 1784 grâce à l'habileté du roi à rejeter les demandes de Fox et à un regain de confiance dans le système engendré par la direction de Pitt. Les historiens concluent que la perte des colonies américaines permit au Royaume-Uni d'affronter la Révolution française avec une plus grande unité.

## Arrivée au pouvoir
La coalition Fox-North tomba en décembre 1783 après que Fox eut proposé la loi d'Edmund Burke pour réformer la Compagnie anglaise des Indes orientales. Fox avança que la loi était nécessaire pour sauver la compagnie de la faillite. Pitt répondit : « La nécessité, telle est la raison que l'on invoque pour toute atteinte à la liberté humaine. C'est l'argument des tyrans ; c'est le credo des esclaves ». Le roi était opposé à cette loi et lorsque celle-ci fut approuvée à la Chambre des communes, il s'assura de son rejet à la Chambre des lords en menaçant de considérer comme son ennemi tous ceux qui voteraient en faveur de la loi. À la suite de l'échec de la proposition de loi à la chambre haute, Georges III renvoya la coalition gouvernementale et offrit pour la troisième fois le poste de Premier ministre à William Pitt qui l'accepta.
Pitt, alors âgé de 24 ans, devint le plus jeune Premier ministre de Grande-Bretagne et fut moqué pour sa jeunesse. Une comptine populaire commentait « Une vue qui fait s'élever et attire l'attention de toutes les nations : Un royaume confié aux soins d'un écolier ». Beaucoup y voyaient une simple nomination transitoire avant qu'un homme d'État plus expérimenté ne prenne la relève. Cependant, même s'il était largement dit que la nouvelle administration ne passerait pas Noël, elle dura 17 ans.
De manière à réduire le pouvoir de l'opposition, Pitt offrit à Charles James Fox et ses alliés des postes au sein de son cabinet. Le refus de Pitt de faire appel à Lord North contraria ses efforts. Le nouveau gouvernement fut immédiatement attaqué et en janvier 1784, il dut faire face à une motion de censure. Cependant, Pitt prit la décision sans précédent de refuser de démissionner en dépit de sa défaite. Il conservait le soutien du roi qui refusait de confier les rênes du pouvoir à la coalition Fox-North. Il reçut également le soutien de la Chambre des Lords, qui fit passer des motions de soutien et reçut de nombreux messages d'encouragement de tout le pays ce qui poussa certains députés à se tourner vers Pitt. Au même moment, il reçut les clés de la ville de Londres. Lorsqu'il revint de la cérémonie, il fut acclamé par les habitants de la ville. Lorsqu'il passa devant un club whig, le carrosse fut attaqué par un groupe d'hommes qui tentèrent d'agresser Pitt. Lorsque les nouvelles se répandirent, il fut supposé que Fox et ses associés étaient prêts à tout pour abattre Pitt.
Pitt gagna une large popularité auprès du public ainsi que le surnom d'« Honest Billy » en opposition avec les images de corruption, de déloyauté et de manque de principes largement associés avec Fox et North. En dépit d'une série de défaites à la Chambre des communes, Pitt resta à son poste avec défi tandis que la majorité qui lui était opposée se désintégrait.
En mars 1784, le Parlement fut dissous et des élections générales furent organisées. Dans la plupart des circonscriptions, les élections opposèrent des candidats représentant clairement soit Pitt soit Fox ou North. Les premiers rapports montrèrent un vote massif pour Pitt et de nombreux membres de l'opposition qui n'avaient pas encore fait face au suffrage se retirèrent ou conclurent des accords avec leurs opposants pour éviter des défaites ruineuses.

## Premier mandat
Une fois son administration formée et sécurisée, Pitt put commencer à mettre en place son programme. Sa première décision importante en tant que Premier ministre fut l’India Act (en) de 1784 qui réorganisait la Compagnie anglaise des Indes orientales pour lutter contre la corruption. L’India Act créait un nouveau conseil de contrôle pour superviser les actions de la Compagnie. Cet acte différait de la malheureuse India Bill de 1783 de Fox et spécifiait que le conseil pouvait être nommé par le roi. Lord Sydney fut nommé président de ce conseil. L'acte centralisait la domination britannique en Inde en réduisant le pouvoir des gouverneurs de Bombay et de Madras et en renforçant celui du gouverneur général des Indes, Charles Cornwallis. D'autres modifications et clarifications concernant les pouvoirs du gouverneur-général furent faites en 1786 après la mise sous tutelle par la Compagnie de Penang.
En ce qui concerne les affaires intérieures, Pitt soutint la cause de la réforme parlementaire. En 1785, il présenta une loi pour retirer la représentation de 36 bourgs pourris et élargit légèrement le suffrage. Le soutien de Pitt à la loi ne fut cependant pas suffisant et la loi fut rejetée par la Chambre des communes. Cette loi fut la dernière proposition de réforme parlementaire introduite par Pitt devant le Parlement.

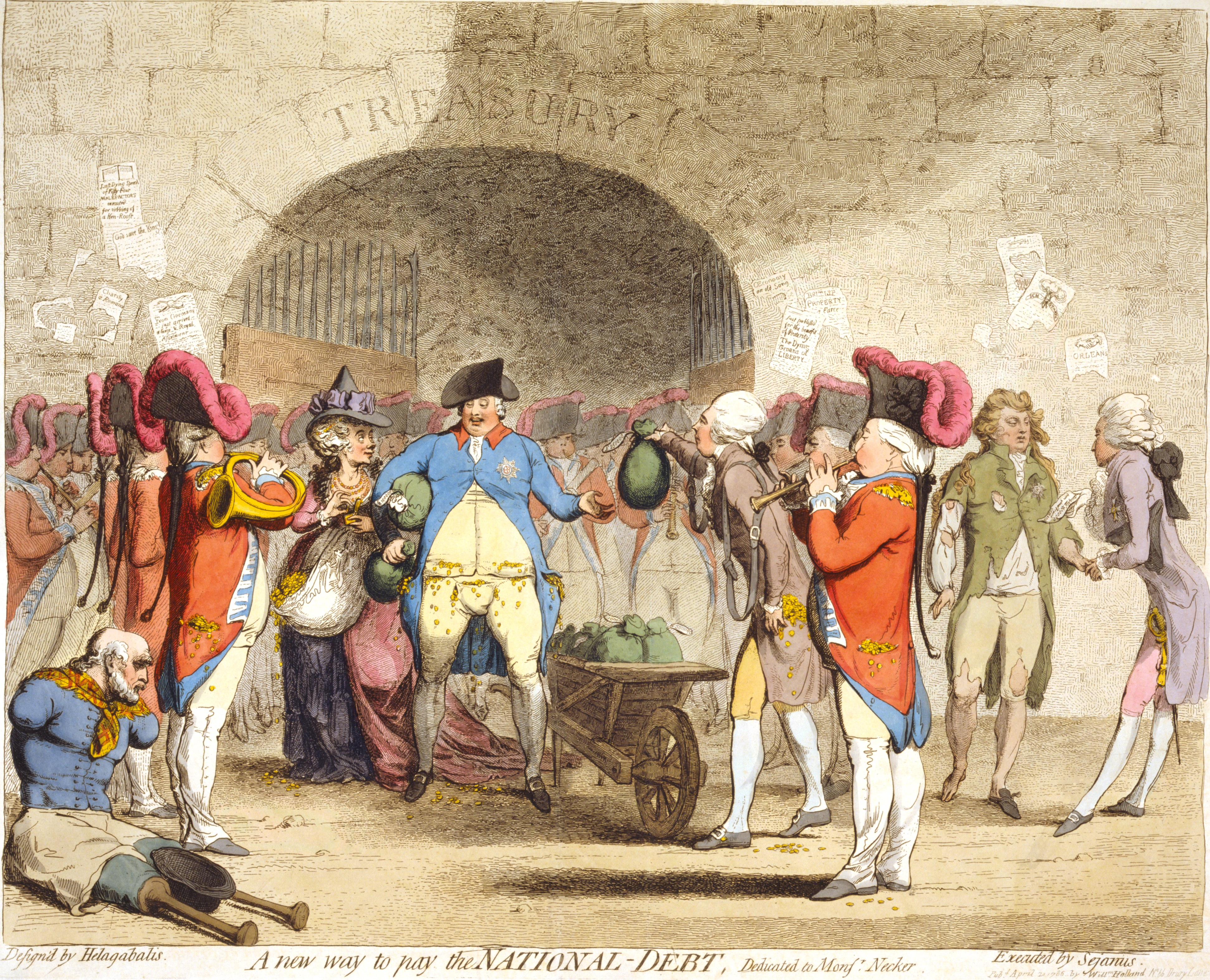
Dans A new way to pay the National Debt (1786), James Gillray caricature la reine Charlotte et George III recevant de la part de Pitt de nombreux sacs remplis d'or destinés à couvrir les dépenses royales.

Une autre importante affaire intérieure qui inquiétait Pitt était la dette nationale qui avait considérablement augmenté du fait de la révolte des colonies américaines. Pitt chercha à réduire la dette publique en imposant de nouvelles taxes et en introduisant des mesures destinées à réduire la contrebande et la fraude. En 1786, il institua un fonds pour s'attaquer à la dette. Chaque année, un million de livres obtenues à partir des nouvelles taxes serait ajouté à ce fonds pour fructifier ; finalement, l'argent du fonds serait utilisé pour payer la dette. Le système fut étendu en 1792 pour tenir compte de tout nouvel emprunt émis par le gouvernement.
Pitt chercha à former des alliances en Europe afin de réduire l'influence française. En 1788, il forma la Triple Alliance avec la Prusse et les Provinces-Unies. Lors de la crise de Nootka en 1790, Pitt profita de l'alliance pour forcer l'Espagne à abandonner ses revendications d'un contrôle exclusif des côtes occidentales de l'Amérique du Nord et du Sud. L'Alliance, cependant, ne permit pas de produire d'autres bénéfices à la Grande-Bretagne.

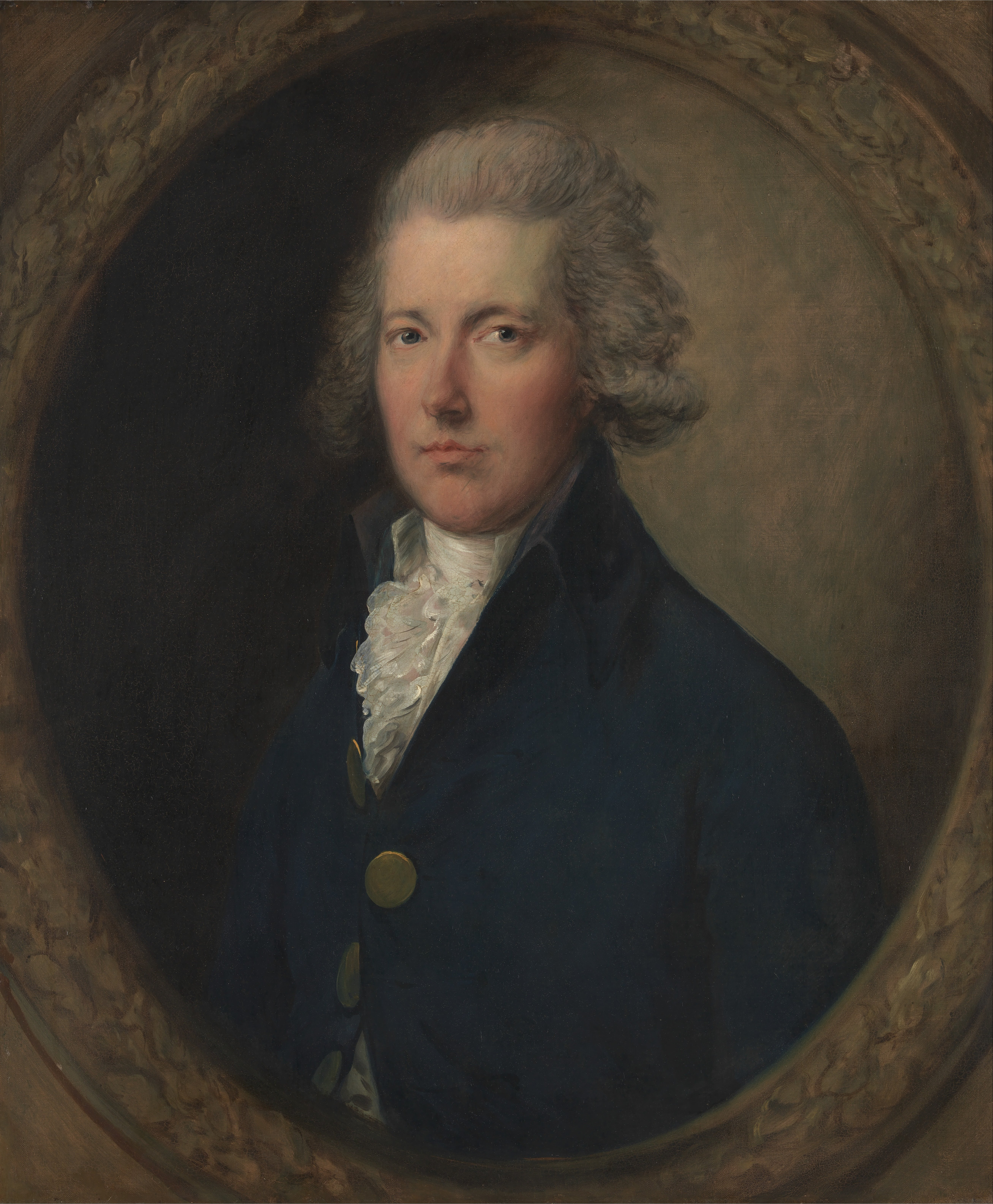
William Pitt, 1787-1789
par Thomas Gainsborough
Yale Center for British Art

En 1788, la Grande-Bretagne fit face à une crise majeure lorsque le roi Georges III tomba malade probablement de porphyrie, une affection du sang qui était mal connue à l'époque. Si celle-ci n'était pas traitée à temps, elle pouvait entraîner des déficiences mentales. Or les lois du royaume ne prévoyaient rien en cas de maladie mentale du roi et la question était de savoir si un régent pouvait être nommé. Toutes les factions du parlement s'accordèrent pour décider que le seul candidat valable était le fils aîné du roi, le prince George. Le prince était cependant un partisan de Charles James Fox. S'il accédait au trône, il destituerait probablement Pitt. Néanmoins, le Parlement débattit durant des mois sur une telle opportunité et sur les dispositions légales relatives à la régence. Heureusement pour Pitt, Georges III se rétablit en février 1789 juste après l'introduction de la loi sur la Régence.
Les élections générales de 1790 apportèrent une confortable majorité pour le gouvernement et Pitt put continuer son mandat de Premier ministre. En 1791, il entreprit de résoudre l'un des problèmes auquel devait faire face l'Empire britannique : le futur de l'Amérique du Nord britannique. D'après les termes de l'acte constitutionnel de 1791, la province de Québec était divisée en deux colonies séparées : le Bas-Canada à majorité francophone et le Haut-Canada à majorité anglophone. En août 1792, Georges III nomma Pitt au poste honorable de gouverneur des Cinq-Ports. En 1791, le roi lui avait proposé de l'élever au rang de chevalier de l'ordre de la Jarretière mais Pitt suggéra que l'honneur devait retomber sur son frère aîné John Pitt, le second comte de Chatham.

## Révolution française

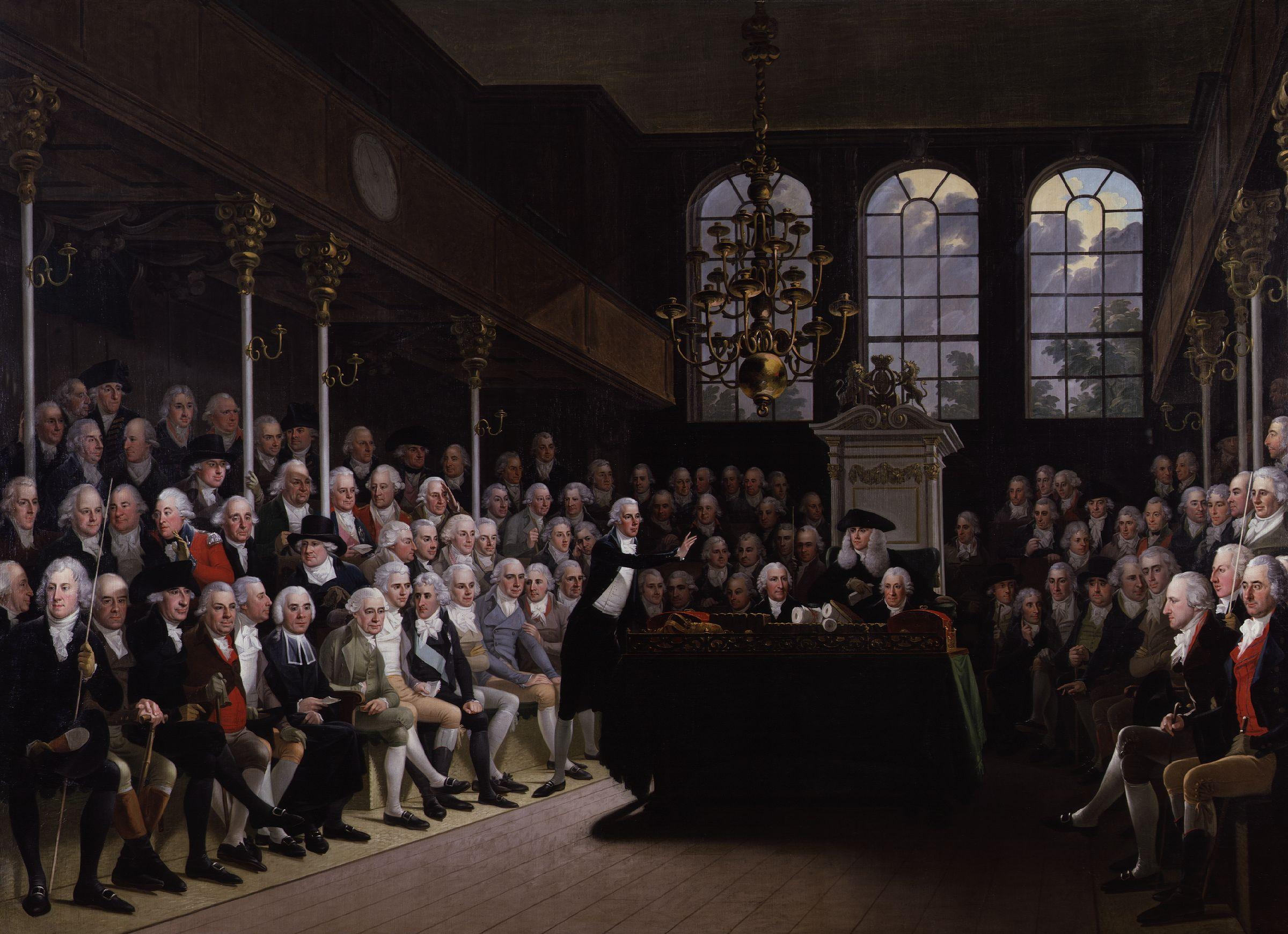
Peinture de Karl Anton Hickel représentant Pitt s'adressant à la Chambre des communes.

Les partisans des réformes parlementaires furent encouragés par le déclenchement de la Révolution française. Ces réformes étaient passées à l'arrière-plan après le rejet de la proposition de loi en 1785. Les réformateurs furent cependant rapidement catalogués comme des radicaux et des partisans des révolutionnaires français. En 1794, trente membres du mouvement radical furent arrêtés et trois d'entre eux furent accusés de haute trahison par l'administration Pitt mais furent acquittés. Le Parlement commença à mettre en place une législation répressive pour faire taire les réformateurs. Les individus qui publièrent des documents séditieux furent punis et en 1794, le privilège de demande de l'Habeas corpus fut suspendu. D'autres mesures répressives incluaient le Seditious Meetings Act (en) qui réduisait le droit de rassemblement et le Combination Act qui interdit les syndicats et les revendications collectives des travailleurs. Les problèmes de recrutement au sein de la Royal Navy menèrent également Pitt à introduire un système de quotas en 1795 en plus de l'ancien système d'enrôlement forcé.
En 1793, l'armée britannique tente d'envahir la colonie de Saint-Domingue (Haïti) mais est repoussée par une armée d’esclaves en rébellion. Si l'entreprise avait réussi, elle aurait permis de donner un nouvel élan à l'esclavagisme.

William Hanlon : caricature de Pitt en chenille dévorant le Royaume-Uni (1795).

La guerre avec la France était extrêmement coûteuse et mit en péril les finances britanniques. Le Royaume-Uni ne disposait alors que d'une très faible armée permanente - qui s'étofferait par la suite et deviendrait importante lors des dernières années des guerres napoléoniennes. La Grande-Bretagne contribua à l'effort de guerre avec sa puissante marine et en finançant les différentes coalitions contre la France. En 1797, Pitt fut obligé de protéger les réserves en or du royaume en empêchant les individus d'échanger de l'or auprès de la Banque d'Angleterre et imposa des billets de banque à cours forcé. Il dut également mettre en place le premier impôt sur le revenu de l'histoire du pays. La nouvelle taxe aida à compenser les pertes de revenus liées au déclin du commerce. En dépit des efforts de Pitt et des alliés européens, les Français battirent les membres de la Première Coalition en 1798. Une Deuxième Coalition composée de la Grande-Bretagne, de l'Autriche, de la Russie et de l'Empire ottoman fut formée mais ne permit pas de battre les Français. La chute de la Deuxième Coalition lors de la défaite autrichienne à Marengo le 14 juin 1800 laissa la Grande-Bretagne seule face à la France.
En 1793, William Pitt fait l'objet d'un décret de la Convention nationale le déclarant « ennemi du genre humain », une première version, modifiée ensuite, prévoyant même son assassinat.

## Démission
La Révolution française avait ravivé les tensions politiques et religieuses en Irlande, un royaume sous contrôle de la couronne britannique. En 1798, les nationalistes irlandais se soulevèrent en espérant un soutien français. Pitt croyait fermement que la seule solution au problème était l'union de la Grande-Bretagne et de l'Irlande. À la suite de l'écrasement de la révolte, il mit en place sa politique. L'union fut établie par l'Acte d'Union. La corruption permit d'obtenir le soutien des parlementaires irlandais. L'Irlande fut officiellement unie à la Grande-Bretagne au sein d'un même royaume, menant à une modification du nom du pays, devenant alors le Royaume-Uni de Grande-Bretagne et d'Irlande le 1er janvier 1801.

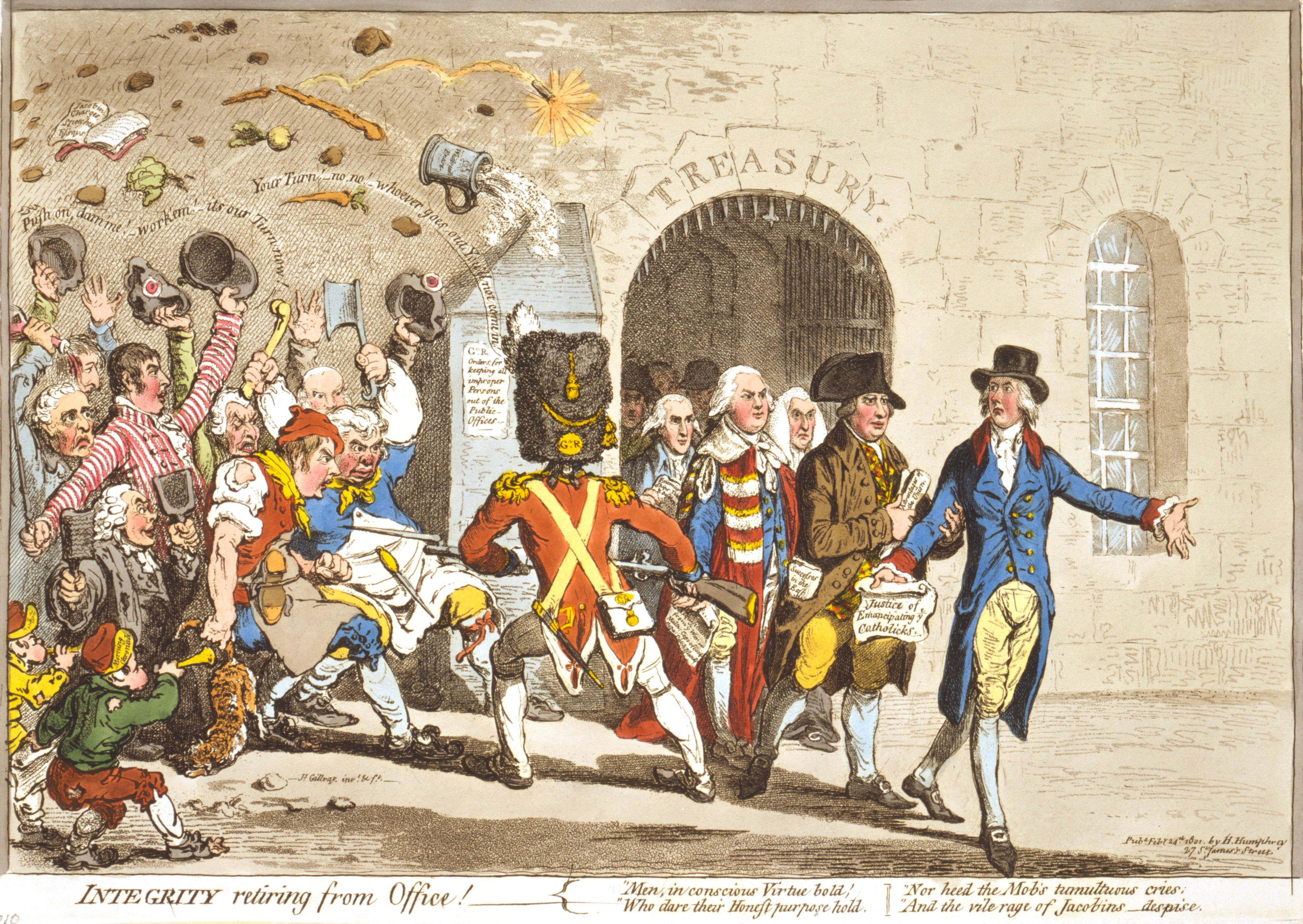
Gillray caricature la résignation de Pitt dans l'Integrity retiring from Office! (l'intégrité quitte ses fonctions !) (1801).

Pitt chercha à inaugurer le nouveau royaume en accordant des concessions aux catholiques, majoritaires en Irlande, et en abolissant les différentes restrictions dont ils étaient victimes. Cependant, le roi Georges III était fortement opposé à toute émancipation des catholiques. Il avança que l'accord de nouvelles libertés violerait son serment de protéger l'Église d'Angleterre. Pitt, incapable de faire changer le roi d'avis, démissionna le 16 février 1801 pour permettre à son ami politique Henry Addington de former une nouvelle administration. À peu près au même moment, le roi connut une nouvelle crise de folie et Addington ne put pas recevoir sa nomination officielle. Bien qu'il ait démissionné, Pitt continua temporairement de s'occuper des tâches gouvernementales. Le 18 février 1801, il présenta le budget annuel devant le parlement. Le pouvoir fut transféré à Addington le 14 mars lorsque le roi se porta mieux.

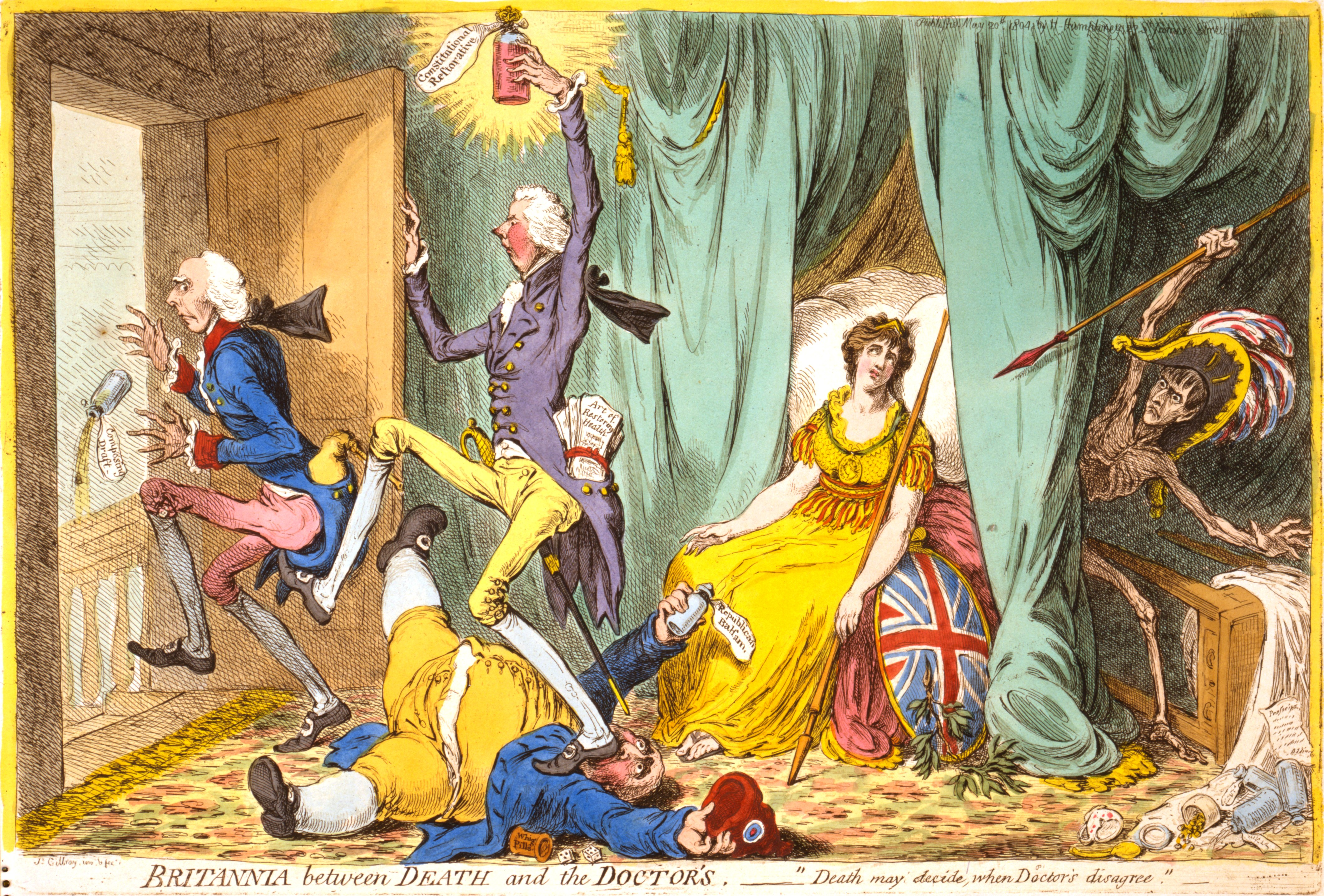
Dans Britannia between Death and the Doctor's (1804), Gillray représente Pitt en docteur chassant Addington (le précédent docteur) de la chambre de souffrante.

Pitt soutint la nouvelle administration, mais avec peu d'enthousiasme. Il s'absentait souvent du Parlement, préférant rester dans sa résidence de Lord Warden des Cinq-Ports au château de Walmer (en). Au château, il aida à organiser une milice en cas d'invasion française et reçut le grade de colonel dans un bataillon de la Trinity House. Il encouragea également la construction des tours Martello et du canal militaire royal dans le Romney Marsh. Il loua des terres autour du château pour y planter des arbres. Sa nièce Esther Stanhope conçut et entretint les jardins.
La reconnaissance de la République française par l'Empire russe en 1799 puis par l'Autriche en 1801 ainsi que la paix d'Amiens entre la France et la Grande-Bretagne marquèrent la fin des guerres de la Révolution. Cependant, en 1803, les hostilités reprirent entre le Royaume-Uni et la France consulaire de Napoléon Bonaparte. Bien qu'Addington lui ait proposé de rejoindre son gouvernement, Pitt préféra rejoindre l'opposition et devint de plus en plus critique vis-à-vis des politiques mises en place. Addington fut incapable de faire face à l'opposition conjointe de Pitt et de Fox et vit sa majorité graduellement disparaître. À la fin du mois d'avril 1804, Addington fut obligé de démissionner.

## Second mandat
Pitt redevint Premier ministre le 10 mai 1804. Il avait initialement espéré pouvoir former un gouvernement de large coalition mais dut faire face au roi qui continuait de s'opposer à la nomination de Fox. De plus, de nombreux anciens alliés de Pitt, dont les alliés d'Addington, rejoignirent l'opposition. Par conséquent, la seconde administration Pitt fut bien plus faible que la première.
Le gouvernement britannique mit la pression sur l'empereur français, Napoléon Ier. Par les efforts de Pitt, le Royaume-Uni rejoignit la Troisième Coalition. En octobre 1805, l'amiral britannique Horatio Nelson remporta une écrasante victoire à Trafalgar, qui allait ainsi offrir au Royaume-Uni la suprématie maritime britannique jusqu'à la fin de la guerre, et bien au-delà. Lors d'un banquet annuel, Pitt fut salué comme le « sauveur de l'Europe » mais il répondit : « Je vous remercie du fond du cœur pour l'honneur que vous me faites mais l'Europe ne sera pas sauvée par un seul homme. L'Angleterre s'est sauvée elle-même grâce à ses efforts et saura, je l'espère, sauver l'Europe par son exemple. »
Néanmoins, la Coalition fut battue après les défaites majeures d'Ulm (octobre 1805) et d'Austerlitz (décembre 1805). Après avoir été informé du résultat de la bataille d'Austerlitz, il déclara à propos d'une carte de l'Europe :

« Rangez cette carte, elle ne sera pas demandée dans les dix prochaines années. »

## Mort

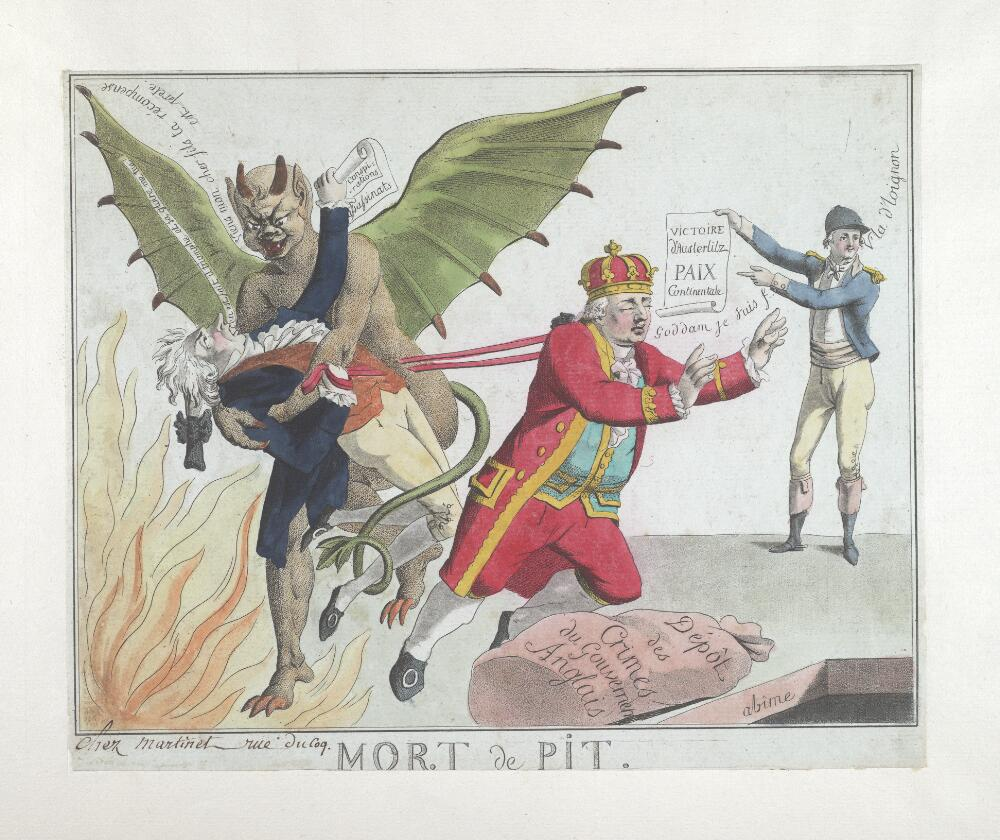
Caricature de 1806 représentant la mort de Pitt.

Les revers affectèrent la santé de Pitt déjà fragilisée par son penchant pour l'alcool. Il souffrait de goutte et d'une affection hépatique. Le soir du 22 janvier 1806, il est pris de délire et devient incohérent, il s'exclame avant de s'effondrer "Ah, mon pays ! Dans quel état je laisse mon pays !". Il mourut dans sa maison de Putney Heath le 23 janvier 1806 à 2h30 du matin, probablement d'un ulcère, à l'âge de 46 ans. Il n'avait eu ni femme, ni enfant.
Les dettes de Pitt s'élevaient à 40 000 £ à sa mort, mais le Parlement accepta de payer la somme. Une motion lui accorda des funérailles nationales et un monument, en dépit de l'opposition de Fox. Le corps de Pitt fut inhumé dans l'abbaye de Westminster aux côtés de celui de son père le 22 février 1806. William Grenville devint Premier ministre et dirigea le Ministère de tous les talents, une large coalition dont Fox faisait partie.

## Vie privée
William Pitt n'a jamais été marié, et aucune descendance ne lui est connue. Toutefois, un seul épisode sentimental est connu, celui avec Eleanor Eden, la fille de Lord Auckland. Bien que les sentiments semblent avoir été partagés, William Pitt qui avait reconnu dans un courrier adressé à la famille "éprouver des sentiments de réelle affection pour toute la famille, et encore plus pour l'un de ses membres", le Premier ministre décline toute possibilité d'union pour des motifs "décisifs et insurmontables", sans plus de détails à ce sujet.

## Héritage
William Pitt le Jeune fut un grand Premier ministre qui consolida la fonction. Même s'il fut parfois attaqué par les membres de son cabinet, il aida à définir le rôle de Premier ministre en tant que superviseur et coordinateur des différents ministères. Il n'était cependant pas la figure dominante de la vie politique du pays car le roi restait la force dominante du gouvernement. L'une des plus importantes réalisations de Pitt fut le redressement des finances après la guerre d'indépendance américaine. Pitt aida le gouvernement à gérer l'accroissement de la dette nationale et mit en place un nouveau système de taxation pour améliorer son efficacité.

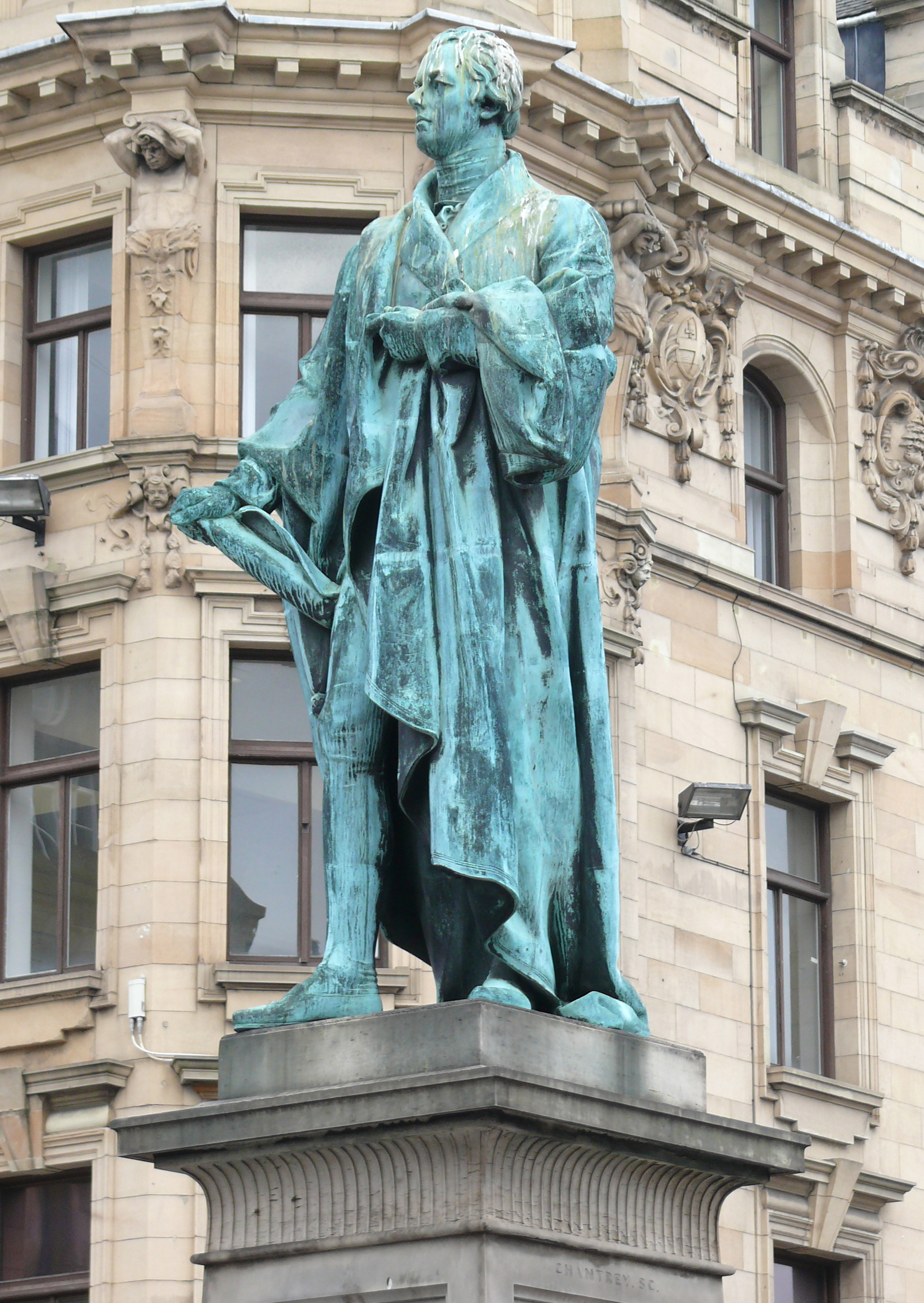
Statue à Édimbourg.

Cependant, certaines idées de politique intérieures ne furent pas toutes aussi réussies. Il échoua à réformer le Parlement, à élargir le suffrage et à abolir le commerce des esclaves même si l'abolition eut lieu le 25 mars 1807 grâce au Slave Trade Act. Le biographe William Hague considère cela comme le plus grand échec de Pitt. Néanmoins, Hague note que le long mandat de Pitt « testa les limites naturelles de ce qu'il est possible de faire lorsque l'on est au sommet. De 1783 à 1792, il affronta chaque nouveau défi avec brio ; À partir de 1793, il montra une détermination quelquefois vacillante et à partir de 1804, il était usé par une combinaison de faible majorité et de guerres ».